# Gorjani
Gorjani es un municipio de Croacia en el condado de Osijek-Baranya.

## Geografía
Se encuentra a una altitud de 113 m s. n. m. a 245 km de la capital nacional, Zagreb.

## Demografía
En el censo 2011 el total de población del municipio fue de 1 591 habitantes, distribuidos en las siguientes localidades:
- Gorjani - 1 008
- Tomašanci -   583

| Gráfica de población de Gorjani 1857-2011                           |
|                                                                     |
| Según los censos de población de la oficina estadística de Croacia. |